# 青木沙弥佳
青木 沙弥佳（あおき さやか、1986年12月15日 - ）は、日本の陸上競技選手。岐阜県岐阜市出身。専門は400mと400mハードル。北京オリンピック日本代表、2007年・2009年世界選手権日本代表。東邦銀行所属。

## 来歴
岐阜市立境川中学校で陸上を始めた。陸上部に入部してしばらくは走高跳を専門としていたが、2年生になって200m、3年生になってハードルを始めた。中学時代は全日本中学校選手権の4×100mリレーで8位入賞を果たしている。
岐阜県立岐阜商業高等学校に入学後は100mや4×100mリレーを専門としていたが、2年生の時に400mハードルを始めた。高校時代はインターハイと国体の400mハードルでそれぞれ3位と2位の実績を残した。
2005年に岐阜県立岐阜商業高等学校・国際コミュニケーション科を卒業後、福島大学に入学。川本和久の指導を受け日本のトップ選手へと成長した。
2006年、日本インカレで400mハードルに出場し、日本歴代3位となる57秒08の好タイムをマークした。
2007年、日本選手権400mハードルで元日本記録保持者の吉田真希子を抑え、現日本記録保持者の久保倉里美に次いで準優勝。日本インカレでは、400mで学生歴代2位となる53秒40を記録し、日本記録保持者の丹野麻美に次ぐ準優勝、400mハードルでは優勝した。これらの活躍が認められ、マイルリレー要員として大阪世界選手権代表に選出された。
2008年、北京オリンピックにマイルリレーで初の出場を果たす。大分県で行われた国民体育大会400mハードルで55秒94の日本学生新記録を樹立する。

## 人物・エピソード
- 中学の部活選びの時に陸上部と卓球部で迷ったが、卓球部では球拾いなどをしないといけないため、すぐに走ることができる陸上部を選択した[1]。
- 400mハードルを始めたきっかけは、100m専門の友人が記録会で400mを走るというので、それなら自分は400mハードルを走るという「ノリ」だったという。なお、その年の国体で出られそうなのが400mハードルくらいしかなかったこともあったという[1]。
- 陸上と水泳以外のスポーツは苦手。好きなことは絵を描くこと[1]。

## 記録
- 300m - 38秒26
- 400m - 53秒34
- 400mハードル - 55秒94 （2008年10月4日、日本歴代3位）
- 4×400mリレー - 3分28秒91 （2015年8月29日、第4走者、日本記録）